# انحناء صدمي

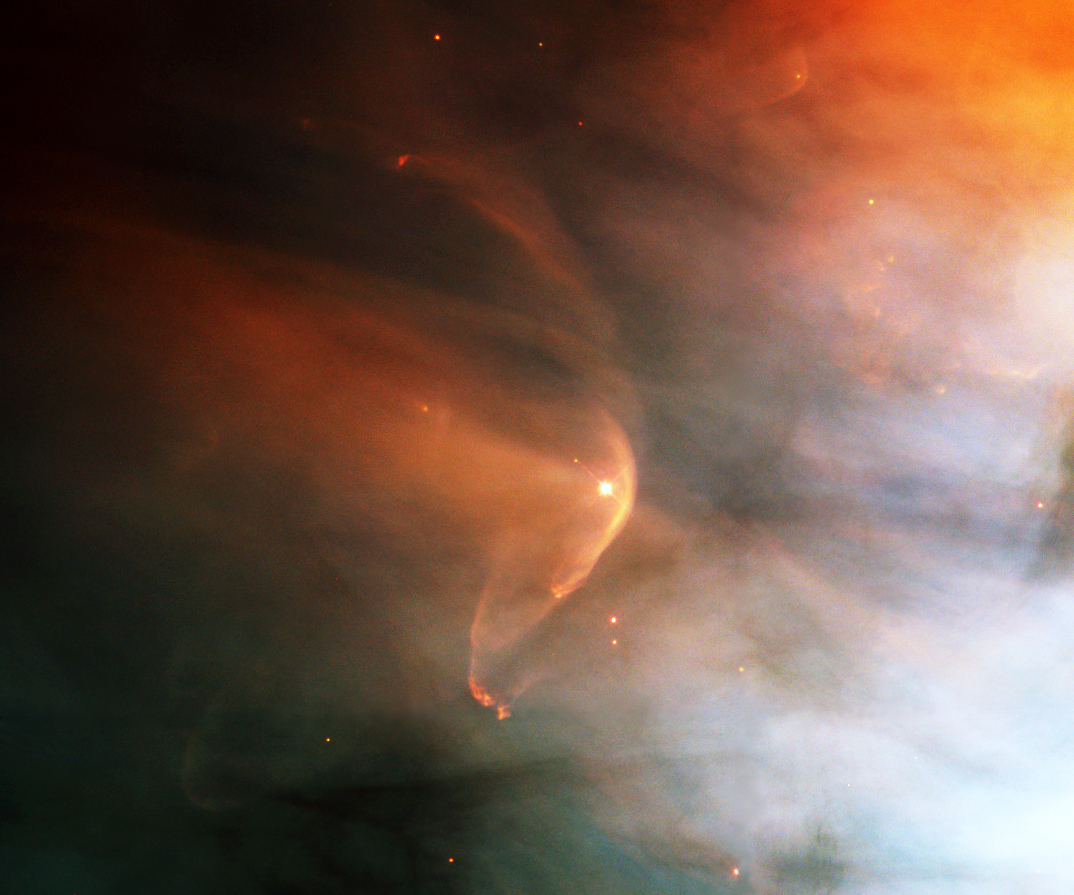
LL Orionis bow shock في سديم الجبار. تصتدم الرياح النجمية مع غازات السديم. Hubble, 1995

توضيح للفاصل المغناطيسي الأرضي وهبوب الريح الشمسية عليه.

في الفيزياء الفلكية، يحدث الانحناء الصدمي (بالإنجليزية: Bow Shock)‏ عندما يتفاعل الغلاف المغناطيسي لجرم فلكي مع البلازما المحيطة المتدفقة مثل الرياح الشمسية. بالنسبة للأرض والكواكب الممغنطة الأخرى، فهو الحد الذي تنخفض عنده سرعة الرياح النجمية فجأةً نتيجة اقترابها من الفاصل المغناطيسي. بالنسبة للنجوم، يكون هذا الحد عادةً عند الغلاف الفلكي للنجم، حيث تلتقي الرياح النجمية بالوسط بين النجمي.

## الوصف
المعيار المحدد للموجة الصدمية هو انخفاض السرعة الإجمالية للبلازما من «السرعة الأعلى من الصوت» إلى ما «دون سرعة الصوت»، إذ تُحدد سرعة الصوت cs بالعلاقة cs2 =γp/ρ، حيث γ هي نسبة السعة الحرارية، وp هو الضغط، وρ هي كثافة البلازما.
يزيد وجود الحقل المغناطيسي الأمور تعقيدًا في الفيزياء الفلكية. على سبيل المثال، تتبع الجسيمات المشحونة المكونة للرياح الشمسية مسارات لولبية على طول خطوط الحقل المغناطيسي. يمكن معالجة سرعة كل جسيم أثناء دورانه حول خطوط الحقل بشكل مشابه للسرعة الحرارية في الغاز العادي، حيث تكون السرعة الحرارية المتوسطة هي تقريبًا سرعة الصوت. عند الانحناء الصدمي، تنخفض السرعة المتوسطة الأمامية للرياح (أي مكون السرعة الموازي لخطوط الحقل التي تدور الجسيمات حولها) إلى ما دون سرعة دوران الجسيمات.

## حول الأرض
أفضل مثال للانحناء الصدمي هو ما يحدث عندما تتفاعل الرياح الشمسية مع الفاصل المغناطيسي للأرض، على الرغم من أن الانحناء الصدمي يحدث حول جميع الكواكب، سواء كانت غير ممغنطة، مثل المريخ والزهرة، أو ممغنطة، مثل المشتري أو زحل. يبلغ سمك الانحناء الصدمي للأرض نحو 17 كيلومترًا (11 ميل) ويقع على بعد 90 ألف كيلومتر (56 ألف ميل) تقريبًا من الأرض.

## حول الشمس
لعدة عقود، اعتُقد أن الرياح الشمسية تشكل انحناءً صدميًا عند حافة الغلاف الشمسي، حيث تتصادم مع الوسط بين النجمي المحيط بها. مع ابتعاد الرياح الشمسية عن الشمس، تنخفض سرعتها إلى ما دون سرعة الصوت عند صدمة النهاية، حيث أن الفاصل الشمسي هو النقطة تعادل ضغط الوسط بين النجمي وضغط الرياح الشمسية، في حين أن الانحناء الصدمي هو نقطة انخفاض سرعة تدفق الوسط بين النجمي دون سرعة الصوت. كان يعتقد أن الانحناء الصدمي الشمسي يقع على بعد 230 وحدة فلكية تقريبًا من الشمس – أي أكثر من ضعفي بعد صدمة النهاية التي مرت خلالها مركبة فوياجر الفضائية.
مع ذلك، تشير البيانات التي جمعها مستكشف الحدود بين النجمية (آيبكس) التابع لناسا عام 2012 إلى عدم وجود أي انحناء صدمي شمسي. إلى جانب النتائج المؤيدة للمركبة فوياجر الفضائية، فقد حفزت هذه النتائج بعض التحسينات النظرية؛ يُعتقد حاليًا أن تشكل الانحناء الصدمي يُمنع، على الأقل في المنطقة المجرية التي تمر الشمس عبرها، من خلال علاقة تربط بين قوة الحقل المغناطيسي بين النجمي والسرعة النسبية للغلاف الشمسي.

## حول النجوم الأخرى
في عام 2006، رُصد انحناء صدمي يصدر الأشعة تحت الحمراء البعيدة بالقرب من النجم العملاق المقارب آر هيدرا.
الانحناءات الصدمية هي أيضًا سمة شائعة حول أجرام هيربج هارو، حيث يتفاعل تدفق متوازي أقوى بكثير للغاز والغبار من النجم مع الوسط بين النجمي، ما ينتج انحناءات صدمية ساطعة التي تكون مرئية ضمن الأطوال الموجية البصرية.

تظهر الصور التالية دليلًا آخر على وجود الانحناء الصدمي للغازات الكثيفة والبلازما في سديم الجبار.

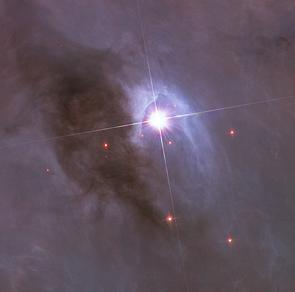
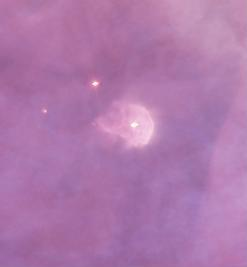
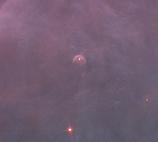
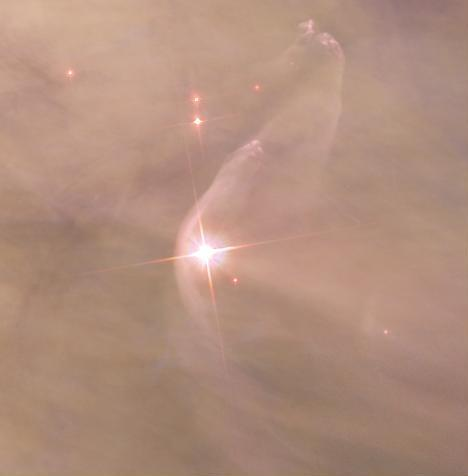

## حول النجوم الضخمة
إذا كان النجم الضخم نجمًا سائبًا، فيمكنه إنتاج انحناء صدمي من الأشعة تحت الحمراء يمكن رصده ضمن الطول الموجي 24 ميكرومتر وأحيانًا 8 ميكرومتر باستخدام تلسكوب سبيتزر الفضائي أو قناتي دبليو3/دبليو4 باستخدام مستكشف الأشعة تحت الحمراء عريض المجال (وايز). في عام 2016، أنتج كوبولنيكي وآخرون أكبر فهرس للانحناءات الصدمية لتسلكوبي سبيتزر ووايز حتى الآن، والذي يضم 709 انحناءً صدميًا مُرشحًا. لإنتاج فهرس أكبر، يهدف مشروع درب التبانة (مشروع علمي للجميع) إلى رسم خرائط للانحناءات الصدمية ضمن الأشعة تحت الحمراء في المستوى المجري. سيساعد هذا الفهرس الأكبر على فهم الريح النجمية للنجوم الضخمة.